# Heaven (Troye Sivan)
Heaven è un singolo del cantautore australiano Troye Sivan, pubblicato nel 2017 ed estratto dall'album Blue Neighbourhood. Il brano è stato scritto da Troye Sivan con Alex Hope, Jack Antonoff e Grimes e vede la partecipazione della cantante australiana Betty Who.
In questo brano, definito dal cantante come il più importante, Troye parla della propria esperienza con l'accettazione dell'omosessualità e, attraverso foto e frammenti di video, ha raccontato la storia del movimento LGBT.

## Tracce
1. Heaven (feat. Betty Who) – 4:21